# 加瀨充子
加瀨充子（日语：／ Kase Atsuko），日本女性動畫演出家、動畫導演。出身於福島縣。

## 來歷
加瀨充子從東京設計師學院（現東京網路傳輸學校）畢業後，加入日本日昇動畫（現日昇動畫）擔任動畫師。
此後，她轉向演出，自1980年代以來，與時田廣子和森真琴一起，成為為數不多的女性動畫導演之一。她也是日本第一位執導機器人動畫的女性動畫導演。

## 參加作品

### 電視動畫
1975年
- 勇者萊汀（原畫）

1976年
- 超電磁機器人 孔巴德拉V（原畫）

1977年
- 超電磁機械 波羅五號（設定助手、演出）

1978年
- 鬥將戴摩斯（設定助手、演出）

1979年
- 未來機器人 達爾達尼亞斯（設定助手、分鏡、演出）

1980年
- 無敵機器人 托萊達G7（演出）

1981年
- 最強機器人 大王者（演出）

1982年
- 戰鬥機甲薩芬格爾（演出）

1983年
- 太陽之牙達格拉姆（分鏡）
- 裝甲騎兵波德姆茲（分鏡、演出）

1984年
- 玻璃假面 (1984年版)（分鏡、演出）
- 機甲界加里安（分鏡、演出）

1985年
- 蒼藍流星SPT雷茲納（分鏡、演出）
- 搞怪拍檔（分鏡、演出）

1987年
- 城市獵人（分鏡、演出）

1988年
- 城市獵人2（編劇、分鏡、演出）

1990年
- 機動警察（分鏡）

1992年
- 超時空保姆（分鏡、演出）

1993年
- 機動戰士V鋼彈（分鏡、演出）
- 疾風無敵銀堡壘（第2期ED分鏡）

1994年
- DNA²（分鏡）
- 霸王大系龍騎士（分鏡、演出）

1995年
- 快打旋風II V（分鏡、演出）

1997年
- 勇者王我王凱牙（分鏡）
- 橫行太保（分鏡）
- 深海人魚傳說（日语：深海伝説MEREMANOID）（—1998年，分鏡、演出）

1998年
- 秋葉原電腦組（分鏡）

1999年
- 麻煩巧克力（日语：トラブルチョコレート）（分鏡）

2000年
- 深藍救兵（分鏡）

2001年
- 超能奇兵（分鏡）
- 犬夜叉（分鏡）
- SAMURAI GIRL 武俠派女高中生（分鏡、演出）

2002年
- 最終兵器少女（導演）

2003年
- 你所期望的永遠（分鏡）
- 惑星奇航（分鏡）
- 最後流亡（分鏡）

2004年
- 烘焙王（分鏡）

2005年
- CLUSTER EDGE（分鏡）

2006年
- 認真地不認真的怪傑佐羅力（導演（第51話以降））
- 奏光之Strain（分鏡）

2007年
- 結界師（分鏡）
- 農大菌物語（分鏡）

2008年
- 水晶之焰（日语：クリスタル ブレイズ）（導演[1]、分鏡）
- 新·安琪莉可 Abyss（分鏡）
- 魍魎之匣（演出）

2009年
- 天堂餐館（導演）
- 戰鬥司書 The Book of Bantorra（分鏡）
- 奇蹟☆列車 ～歡迎來到大江戶線～（分鏡）
- 犬夜叉 完結篇（分鏡）

2010年
- 江戶盜賊團五葉（分鏡）
- SD鋼彈三國傳 Brave Battle Warriors（分鏡）

2011年
- Battle Spirits Brave（分鏡）
- Keroro軍曹（分鏡）
- 只有神知道的世界II（分鏡）
- 死囚樂園（分鏡）
- Battle Spirits 霸王（分鏡）
- 機動戰士鋼彈AGE（分鏡）

2012年
- 夏色奇蹟（分鏡協力）
- Battle Spirits Sword Eyes（分鏡）
- 旋風管家 CAN'T TAKE MY EYES OFF YOU（分鏡）
- 緋色的碎片 第二章（分鏡）

2013年
- Aikatsu！偶像活動！（分鏡）
- 超速變形螺旋傑特（分鏡）
- 斷裁分離的罪惡之剪（分鏡）

2014年
- 獻給某飛行員的戀歌（分鏡）
- 龍孃七七七埋藏的寶藏（分鏡）
- 神奇寶貝XY（分鏡）
- 愛絲卡&羅吉的鍊金工房 ～黃昏天空之鍊金術士～（分鏡）
- 飆速宅男 GRANDE ROAD（分鏡）

2015年
- 名偵探柯南（2015年—，分鏡、ED分鏡）
- 舞力四射（分鏡）
- 鋼彈創戰者TRY（分鏡）
- 歌之王子殿下 真愛革命（分鏡）
- 靈感少女（分鏡）
- 青年怪醫黑傑克（導演）
- Battle Spirits 烈火魂（分鏡）

2016年
- 槍彈辯駁3 -The End of 希望峰學園- 絕望篇（分鏡）
- 終末的伊澤塔（分鏡）
- 夢幻慶典（分鏡）

2017年
- 人渣的本願（分鏡）

2018年
- 三麗鷗男子（分鏡）
- 卡利古拉 -Caligula-（分鏡）
- 罪人與龍共舞（分鏡）
- Double Decker！刑事雙雄（分鏡）

2019年
- 笑容的代價（分鏡）
- 星合之空（分鏡）

2020年
- 小書痴的下剋上：為了成為圖書管理員不擇手段！（演出）

2023年
- Dr.STONE 新石紀（分鏡）
- 米奇與達利 惡童物語（分鏡）

2025年
- 前橋魔女（分鏡）

### 電影動畫
1986年
- 第11人（日语：11人いる!#アニメ映画）（分鏡、演出）

1987年
- （演出）

1998年
- 機動戰士鋼彈 第08MS小隊：米拉的報告書（導演、分鏡）

### OVA
1985年
- 裝甲騎兵波德姆茲：最後的紅肩隊（分鏡、演出）

1986年
- 蒼之流星SPT雷茲納 ACT-3（分鏡、演出）

1990年
- 新年星調査行（日语：ニューイヤー星調査行）（分鏡）

1991年
- 機動戰士鋼彈0083：星塵回憶（導演（至第7話））

1996年
- 魔法使俱樂部（演出）
- 機動戰士鋼彈 第08MS小隊（演出）

2000年
- 北方戀曲 Pure Session（導演）

2004年
- 安琪莉可OVA（日语：アンジェリーク）（分鏡）

2005年
- 最終兵器少女 Another love song（導演）

2010年
- 裝甲騎兵波德姆茲 幻影篇（分鏡）

2013年
- 魔法少女☆偶像之星 加儂100%（導演、分鏡）

### 網路動畫
2022年
- TIGER & BUNNY 2（導演）

### 遊戲
2003年
- 一擊殺虫!! 小惠惠（動畫影片分鏡）

## 相關項目
- 日昇動畫
- 日本動畫師列表（日语：アニメ関係者一覧）